# Liste der Denkmäler und Brunnen in Klagenfurt am Wörthersee
Diese Liste enthält Denkmäler und Brunnen in Klagenfurt am Wörthersee. Klagenfurt ist die Landeshauptstadt von Kärnten.
| Bezeichnung                                                                         | Standort | Bauzeit   | Künstler                                                                 | Anmerkungen | Bild                 |
| ----------------------------------------------------------------------------------- | --- | --------- | ------------------------------------------------------------------------ | --- | -------------------- |
| Arthur-Lemisch-Denkmal                                                              | Die Säule derzeit bei Bildhauer Ceconi in Ferlach, die Bronzeplatte im Bergbaumuseum. Ort und Datum einer Wiederaufstellung unbekannt |           |                                                                          | Gestiftet von der Studentenverbindung p.c.B! Tauriska Klagenfurt zum 100. Stiftungsfest |                      |
| Delphinbrunnen                                                                      | Erzherzog-Johann-Park | 1929      | Josef Valentin Kassin                                                    | Zwei Putti mit Delphinen | Delphinbrunnen       |
| Dreifaltigkeitssäule                                                                | Alter Platz | 1689      |                                                                          | Pestsäule, modifiziert zur Siegessäule nach der Türkenbefreiung 1683, daher bekrönt vom Kreuz über dem besiegten Halbmond, ursprünglich auf dem Heiligengeistplatz vor dem damaligen Spital und dem ältesten Friedhof der Stadt, 1965 versetzt. | Dreifaltigkeitssäule |
| Erzherzog-Johann-Denkmal                                                            | Erzherzog-Johann-Park | 1989      |                                                                          | Gestiftet von der Landsmannschaft der Steirer in Kärnten |                      |
| Florianidenkmal                                                                     | Heuplatz | 1781      | Johann Baptist Hagenauer und Johann Georg Hagenauer oder von Josef Mayer | Hl. Florian auf hohem Marmorsockel mit Hl. Egyd und Hl. Sebastian, Engel mit Schild und Schwert zu seinen Füßen | Florianidenkmal      |
| Franz-Schubert-Denkmal                                                              | Schubertpark |           |                                                                          | |                      |
| Gedenktafel der jüdischen Gemeinde                                                  | Platzgasse 3 | 1988      |                                                                          | An der Stelle des bei den Novemberpogromen 1938 zerstörten Bethauses. |                      |
| Hemma-Denkmal                                                                       | Dom, Lidmanskygasse | 1988      | Herrmann Unterberger                                                     | |                      |
| Koschat-Denkmal                                                                     | Koschatpark | 1929/1952 | Josef Valentin Kassin / Anton Pichler                                    | Das Bronze-Original auf dem Sockel aus Kanaltaler Porphyr fiel 1940 der Reichsmetallsammlung zum Opfer, 1952 ersetzt durch Marmor. |                      |
| Lindwurmbrunnen                                                                     | Neuer Platz | 1582–90   | Ulrich und Andreas Vogelsang                                             | |                      |
| Maria-Theresia-Denkmal                                                              | Neuer Platz | 1873      | Franz Xaver Pönninger                                                    | Bronze, ersetzte die „Kaiserin aus Blei“ von Balthasar Moll von 1765, die älteste Maria-Theresien-Statue im Habsburger Reich |                      |
| Mariensäule                                                                         | Domplatz | 1686      | Johann Claus                                                             | zur Erinnerung an die Befreiung Wiens von den Türken, bis 1921 auf Sockel und hoher Säule auf dem Neuen Platz |                      |
| Undinenbrunnen (Nymphenbrunnen)                                                     | Schubertpark | 1935      | Josef Valentin Kassin                                                    | Ausgeführt vier Jahre nach dem Kassins Tod von seinem Schüler Karl Langer |                      |
| Obelisk                                                                             | Kardinalsplatz | 1807      | Johann Probst                                                            | gestiftet von Kardinal Salm zur Erinnerung an den Preßburger Frieden mit Napoleon, 20 m hoch, Salzburger Marmor, auf der Spitze Kreuz und Friedenspalmen.                                                                                       |                      |
| Obeliskbrunnen                                                                      | Landhaus | 1883      | Christophoro Cragnolini                                                  | |                      |
| Denkmal der slowenischen Deportierten 1942 – Spomenik slovenskim deportirancem 1942 | Bahnhof Klagenfurt-Ebenthal | 2012      | Valentin Oman                                                            | Mahnmal für die kärntnerslowenischen Deportierten 1942 unweit des NS-Zwischenlagers beim Bahnhof Klagenfurt-Ebenthal |                      |
| Spanheimerdenkmal                                                                   | Arthur-Lemisch-Platz | 1954      | Arnulf Pichler                                                           | der Stadtgründer Bernhard von Spanheim; Carrara-Marmor, Ersatz für die 1940 eingeschmolzene Bronze von Kassin (1932) |                      |
| Stätte der Kärntner Einheit                                                         | Landhaus | 1998      |                                                                          | |                      |
| Steinerner Fischer                                                                  | Benediktinerplatz | bez. 1606 | unbekannt                                                                | Wahrzeichen des ehemaligen Fischmarktes am Heiligengeistplatz, seit 1988 auf dem Benediktinerplatz |                      |
| Wörthersee-Mandl                                                                    | Kramergasse | 1962      | Heinz Goll                                                               | Figur der Sage zur Entstehung des Wörthersees |                      |
| Plastik „Ein Körper, zwei Seelen“                                                   | Hauptbahnhof Vorplatz | 2001      | Bruno Gironcoli                                                          | |                      |
| Brunnen „Der Gesang“                                                                | Landhauspark | 1997      | Kiki Kogelnik                                                            | |                      |
| Skulptur „25 Jahre Europapark“                                                      | Europapark | 1990      |                                                                          | |                      |
| Skulptur „Polygonaler Körper“                                                       | Europapark |           | Leo Kornbrust                                                            | aus Krastaler Marmor |                      |
| Skulptur „Verändern“                                                                | Europapark | 1995      | Helmut Machhammer                                                        | aus Krastaler Marmor |                      |
| Skulptur „Steinsäule“                                                               | Europapark |           | Miloslav Chlupáč                                                         | aus Krastaler Marmor |                      |
| Denkmal für das K.u.K. Infanterieregiment No. 7 „Graf von Khevenhüller“             | Maria-Theresia-Park |           |                                                                          | |                      |